# Ва (держава)
Держава Ва (кит. спр. 佤邦, піньїнь: Wǎ Bāng, ва: Mēng Vax) — невизнана держава, що розташована на північному сході М'янми і нині включена в офіційну самоврядну область Ва адміністративної області Шан.
Фактично Держава Ва є незалежним від центральної влади країни сепаратистським державним утворенням, але формально входить до складу М'янми як самоврядний округ в штаті Шан. Цю область населяє народ ва — один з аборигенних етносів Бірми. Мова ва належить до групи палаунг австроазійської мовної сім'ї, але і на офіційному рівні, і в побутовому спілкуванні сучасні ва все частіше вдаються до китайської мови. У роки британської колонізації серед ва активно діяли християнські місіонери, але більшість ва, незважаючи на християнський і буддійський вплив, зберігають відданість традиційним анімістичним віруваннями.

## Історія
Войовничих ва англійці прозвали «мисливцями за головами», через стародавній звичай, згідно з яким статус чоловіка в суспільства ва підвищувався в залежності від того, скільки ворожих голів він відрізав у буквальному сенсі. До кінця встановити контроль над важкодоступними лісистими горами, де знаходяться села ва, не змогли ні британські колонізатори, ні влада незалежної Бірми (М'янми). У той же час, ця територія мала стратегічне значення як частина всесвітньо відомого «Золотого трикутника» — з давніх-давен ва вирощували опійний мак, тому на доходи від його продажу повстанські командири цілком могли утримувати свої збройні формування.
З огляду на те, що територія Ва примикає до кордону М'янми з Китаєм, вона з моменту проголошення незалежності Бірми перебувала в сфері інтересів Пекіна. Китай надавав підтримку діючій тут Комуністичній партії Бірми. Бірманська компартія з кінця 1940-х років вела збройну партизанську війну проти центрального уряду. Зазнавши поразки від урядових військ в Нижній і Центральній Бірмі, комуністи відступили на північний схід, де надовго влаштувалися в районах, населених народом ва. Важкодоступні гори полегшували можливість партизанських дій і комуністи фактично отримали контроль над цілими сільськими районами, населеними ва і деякими іншими етнічними групами. Молодь з селянських сімей ва стала головним джерелом поповнення рядового складу партизанських загонів Комуністичної партії Бірми. Матеріально-технічну і військову допомогу комуністам надавав сусідній Китай, адже Компартія Бірми з 1960-х років орієнтувалася на ідеї Мао Цзедуна.
Однак в 1989 році, коли соціалістичний табір знаходився в кризі, а Китай помітно знизив підтримку зарубіжних повстанських формувань, в тому числі і в Бірмі, в рядах Комуністичної партії Бірми намітилися внутрішні протиріччя. Вони завершилися розколом і конфліктом, в результаті якого ряд вищих керівників компартії волів емігрувати в Китай. Від Комуністичної партії відкололася найзначніша частина — збройні формування народу ва. 17 квітня 1989 року була офіційно створена Об'єднана армія держави Ва. Її командувачем став п'ятдесятирічний Чао Нгі Лай (1939—2009), а «другою особою» в армії став сорокарічний Бао Юсян (нар. 1949). Незважаючи на те, що лідери ва пішли на розкол з Компартією, вони продовжували дотримуватися комуністичних поглядів в їхньому маоїстському варіанті.
9 травня 1989 року Об'єднана армія держави Ва підписала з владою М'янми угоду про припинення вогню. Однак, вже в 1996 році бойовики Об'єднаної армії держави Ва вступили в бойові дії з загонами Армії Мон-Тай — шанського повстанського угрупування, яким керував знаменитий наркобарон Кхун Са — колишній капітан гоміньданівської армії, створив в «Золотому трикутнику» власне збройне формування і контролював значну частина оборотів опійного маку в Бірмі. В результаті конфлікту з Армією Мон-Тай, повстанці ва взяли під контроль райони на бірмансько-таїландському кордоні. У 2009  році вибухнула нова фаза конфлікту між Об'єднаною державною армією ва і урядовими військами М'янми. Бойові зіткнення відбувалися в прикордонній з Китаєм області Коканг, що населена китайськомовною народністю кокан — бірманськими китайцями. Правозахисні організації тоді звинуватили Китай у постачаннях партизанській армії ва бронетехніки і ракет класу «земля — повітря». Американські спецслужби внесли Об'єднану армію держави Ва в список організацій, причетних до міжнародного наркобізнесу.
З 1996 року політичним лідером Держави Ва і головою ЦК Об'єднаної державної партії ва є Бао Юсян.

## Об'єднана армія держави Ва
Об'єднана армія держави Ва нараховує понад 30 000 солдатів. До складу армії входить п'ять дивізій, які дислокуються в джунглях на кордоні М'янми і Таїланду. Це: 778-а дивізія під командуванням генерала Та Марна, 772-а дивізія генерала Та Нсонга, 775-а дивізія генерала Ян Чжойонга, 248-а дивізія генерала Та Хсанга і 518-а дивізія генерала Лі Хсарма. Крім того, на кордоні М'янми з Китаєм розміщуються ще три з'єднання Об'єднаної державної армії ва — 318-й дивізія, 418-а дивізія і 468-а дивізія. Збройні формування ва комплектуються з селянської молоді, у багатьох молодих людей в селищах просто не залишається іншого шляху, як йти в збройні формування, де хоча б видають зброю і гарантована їжа.
Військові експерти називають Китай головним постачальником зброї для Об'єднаної державної армії ва. Втім, це практично не приховують і самі керівники Ва. Так, відомо, що Китай надає і фінансову, і технічну, і організаційну допомогу цьому політичному утворенню. В Об'єднаній державній армії ва знаходяться китайські військові радники та інструктори, які навчають повстанців поводженню з сучасною зброєю. Як офіційна мова використовується китайська мова, а на територію Держави Ва транслюється мовлення китайських телеканалів. Внутрішнє життя в Державі Ва також влаштоване за зразком сусіднього Китаю, аж до копіювання партійних і державних титулів.
Головною військовою базою Об'єднаної армії держави Ва є Панкан, де колись базувалися збройні формування Комуністичної партії Бірми. Панкан — це місто в штаті Шан, який фактично є столицею Держави Ва. Незважаючи на свою віддаленість і провінційність, в Панкані дуже розвинене «нічне життя», особливо гральний бізнес, що робить його привабливим для приїжджих з інших регіонів, особливо пов'язаних з кримінальним світом.

## Сучасний стан
Нині Держава Ва займає територію особливого адміністративного району Ва на сході штату Шан і має населення чисельністю близько 560 тисяч чоловік. Більшість політичних лідерів цієї держави відносяться до народу ва. Населена ва територія — це високі гори з глибокими долинами. Найнижчі точки регіону знаходяться на висоті в 600 м над рівнем моря, а найвищі — більше 3000 м над рівнем моря. Специфіка кліматичних умов і ландшафту місцевості зумовила вихід на перше місце як основної сільськогосподарської культури ва опійного маку. Лише в останні роки керівництво Держави Ва, розуміючи, що в сучасних умовах практично відкрите провадження наркотиків — запорука негативного ставлення з боку всього цивілізованого світу, приступило до поступового згортання нарковиробництва, принаймні, в його відкритому сегменті. За допомогою сусіднього Китаю, Держава Ва намагається переорієнтувати місцевих селян з вирощування опійного маку на вирощування каучуку і чаю.